# 巴尔德-乌希耶萨
巴尔德-乌希耶萨，是西班牙卡斯蒂利亚-莱昂帕伦西亚省的一个市镇。 总面积43平方公里，总人口116人（2001年），人口密度3人/平方公里。